# Escala cromática de Von Luschan

La escala cromática de Von Luschan.

Distribución geográfica de los colores de piel

La escala cromática de Von Luschan es un método de clasificación de los colores de piel, 
Puede ser también llamado Escala von Luschan o Escala de von Luschan. Su nombre tiene origen en el nombre de su inventor, Felix von Luschan. Se trata de un equipo que usa 36 baldosas de cristal hosco que son cotejadas con el color de piel en una región del cuerpo que no experimente exposición al sol (como debajo del brazo).
Aunque esta escala fue muy usada en la primera mitad del siglo XX, en los estudios de clasificación de la raza humana y antropometría, fue considerada problemática, aun por sus practicantes, pues era muy inconsistente y las  pruebas mostraban diferentes conclusiones sobre la misma persona. Al principio de la década de 1950, comenzó a ser abandonada y reemplazada por métodos que usaban la reflectancia espectrofotometría
La escala Fitzpatrick de fototipos, con sólo seis definiciones de color de piel (basada en la sensibilidad a la radiación ultravioleta y su correspondencia a la exposición al sol), es usada desde 1975. Se considera esta correspondencia entre ambas escalas:
Fototipo I: von Luschan 1-5 (piel muy clara o blanca).
Fototipo II: von Luschan 6-10 (piel clara).
Fototipo III: von Luschan 11-15 (piel clara intermedia).
Fototipo IV: von Luschan 16-20 (piel oliva, cobriza o bronceada).
Fototipo V: von Luschan 21-28 (piel oscura).
Fototipo VI: von Luschan 29-36 (piel muy oscura o negra).
La importante diferencia entre la escala de Von Luschan y la de los tipos de piel es una de las aplicaciones pretendidas: la escala de tono de piel tiene como objetivo clasificar a las personas a través de su tono de piel verdadero, y no plantear una clasificación racial de una población entera.